# Alwar (Staat)

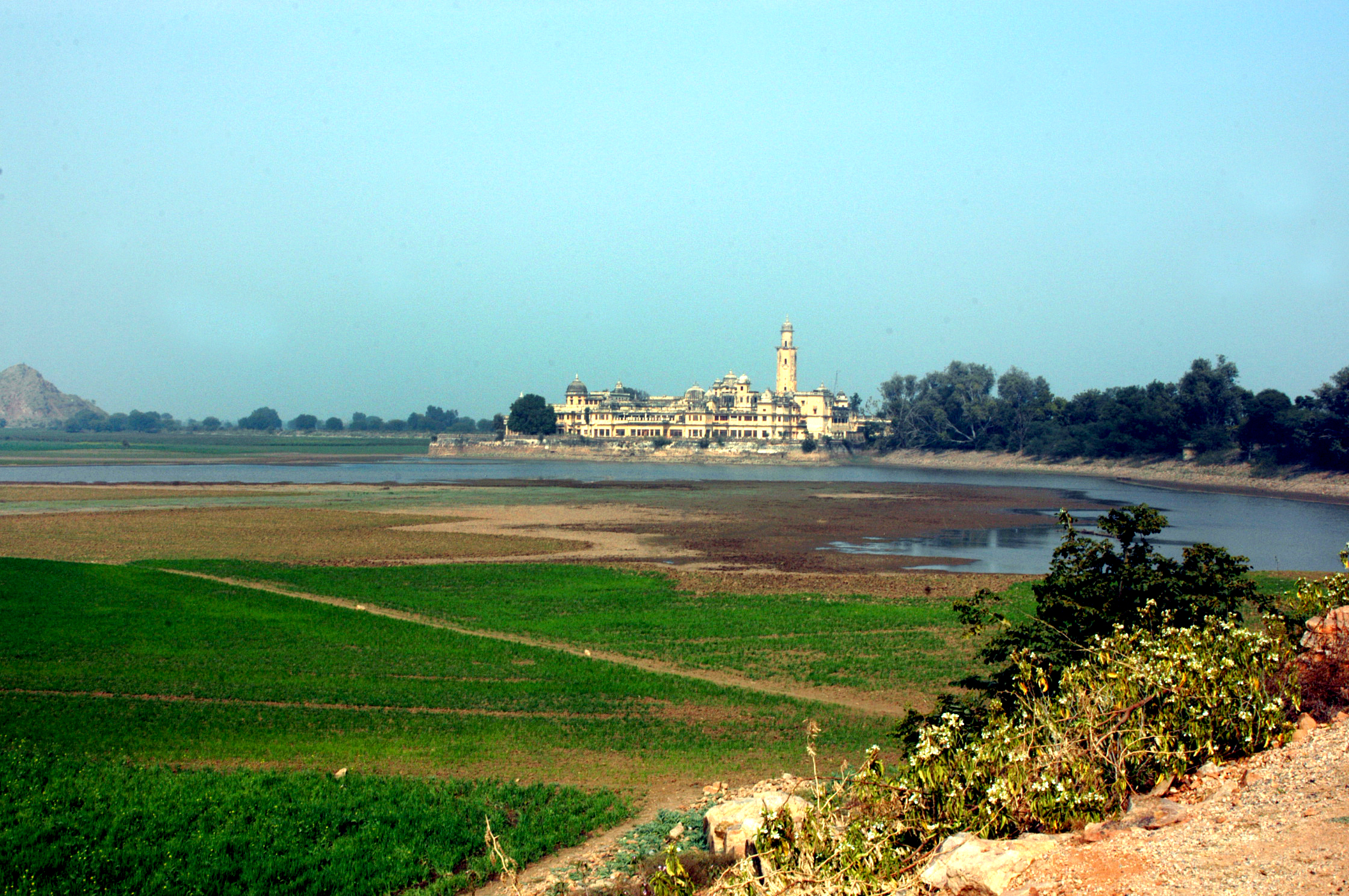
Alwar – Vijay-Mandir-Palace

Alwar (Hindi: अलवर, Alavar) war einer der Fürstenstaaten der Rajputen im heutigen Rajasthan (Britisch-Indien), benannt nach der gleichnamigen Hauptstadt.

## Geschichte
Der Fürstenstaat wurde im Jahr 1771 von Pratab Singh, dem Anführer des Naruka-Clans der Kachwaha-Rajputen, gegründet. Dieser war der Sohn des Rao Mohabat Singh von Macheri aus der Dynastie der Fürsten von Amber/Jaipur. Der Großmogul Shah Alam verlieh ihm 1791 den Titel eines Rao Raja. Mangal Singh wurde 1889 von den Briten zum Maharaja erhoben.
Alwar war 1803–1947 britisches Protektorat und hatte 1941 eine Fläche von 8178 km² und ca. 860.000 Einwohner. Am 17. März 1948 trat es der Matsayas Union bei und vollzog 7. April 1949 formell den Anschluss an Indien. Am 15. Mai 1949 wurde Alwar Teil von Greater Rajasthan; am 1. November 1956 wurde der Fürstenstaat aufgelöst.

## Herrscher in Alwar
- Pratap Singh Prabhakar Bahadur (1775–1791) Rao Raja von Alwar
- Bakhtawar Singh Prabhakar Bahadur (1791–1815), Rao Raja von Alwar
- Bane Singh Prabhakar Bahadur (1815–1857), Maharao Raja von Alwar
- Sheodan Singh Prabhakar Bahadur (1857–1874), Maharao Raja von Alwar
- Mangal Singh Prabhakar Bahadur (1874–1892), Maharaja von Alwar
- Jai Singh Prabhakar Bahadur (1892–1937), Maharaja von Alwar
- Tej Singh Prabhakar Bahadur (1937–1971), Maharaja von Alwar (Titularmaharadscha zwischen 1971 und 2009)
- Jitendra Pratap Singh Prabhakar Bahadur, Maharadscha von Alwar (seit 2009)

## Sonstiges
Von 1877 bis 1895 hatte Alwar eine eigene Staatspost, auf deren Briefmarken ein indischer Jagddolch (Katar) abgebildet war.